# 柯炳生
柯炳生（1955年5月-），辽宁凤城满族人，中国农学家，博士生导师，通晓英语和德语，2008年至2017年7月任中国农业大学校长。

## 简历
1982年本科毕业于北京大学地理系；1984年获得北京农业大学农业经济硕士学位。1989年获得德国霍因海姆大学农业经济专业博士学位，后在北京农业大学任教。1995年9月起先后担任中国农业大学副校长，农业部农村经济研究中心主任等职务；1998年6月至2007年12月任农业部农村经济研究中心主任；2008年任中国农大校长，还兼任研究生院院长。2017年7月不再担任中国农业大学校长职务。